# سونيل غافاسكار
سونيل مانوهار غافاسكار هو لاعب كريكت هندي سابق ولد في يوم 10 يوليو 1949 في مدينة بومباي في الهند، يعتبر واحد من أفضل الرماة في تاريخ الكريكت وقد لعب مع منتخب الهند الوطني للكريكت ونادي بومباي في عقد 1970 و1980، حمل عدة أرقام قياسية خلال مسيرته.

## روابط خارجية
- سونيل غافاسكار على موقع IMDb (الإنجليزية)
- سونيل غافاسكار على موقع الموسوعة البريطانية (الإنجليزية)
- سونيل غافاسكار على موقع إي آس بي آن كريك إنفو (الإنجليزية)